# Rivière du Petit Pré
Pour les articles homonymes, voir Pré (homonymie).
La rivière du Petit Pré coule vers le sud, sur la rive nord du fleuve Saint-Laurent, entièrement dans la municipalité de L'Ange-Gardien, dans la municipalité régionale de comté (MRC) de La Côte-de-Beaupré dans la région administrative de la Capitale-Nationale, dans la province de  Québec, au Canada.
La partie inférieure de cette petite vallée est desservie par l'avenue Royale et la route 138 qui longe la rive nord de l'estuaire fluvial du Saint-Laurent. La partie supérieure est accessible par le chemin Lucien-Lefrançois. La sylviculture notamment l'exploitation de sucreries constitue la principale activité économique de cette vallée ; l'agriculture (partie inférieure) en second.
La surface de la rivière du Petit Pré est généralement gelée du début de décembre jusqu'à la fin de mars ; toutefois la circulation sécuritaire sur la glace se fait généralement de la mi-décembre à la mi-mars. Le niveau de l'eau de la rivière varie selon les saisons et les précipitations ; la crue printanière survient en mars ou avril.

## Géographie
La rivière du Petit Pré prend naissance dans le lac la Retenue dans l'arrière-pays de la Côte-de-Beaupré ; un barrage est aménagé à son embouchure. Ce lac comporte deux émissaires : la rivière du Petit Pré et la décharge de la rivière la Retenue qui s'avère un affluent de la rivière Ferrée.
À partir du lac la Retenue, le cours de la rivière du Petit Pré descend sur 10,2 km, avec une dénivellation de 193 m, selon les segments suivants :
- 1,9 km vers le sud-est en traversant une zone agricole et un petit hameau, jusqu'à la confluence de la rivière la Reine (venant du nord) ;
- 2,8 km généralement en zone forestière vers le sud jusqu'à un coude de rivière, puis vers l'est, en traversant un petit lac non identifié (longueur : 0,4 km ; altitude : 144 m, jusqu'au barrage à son embouchure ;
- 5,1 km d'abord vers le nord-est en zone forestière jusqu'aux lignes à haute tension d'Hydro-Québec, où débute la zone agricole, en formant quelques petits serpentins, puis vers l'est en formant quelques serpentins, en traversant le hameau Petit Pré, jusqu'à la route 138 ;
- 0,42 km vers le sud-est, en passant du côté sud du village Giguère et en traversant une baie d'une longueur de 0,39 km, jusqu'à son embouchure[2].

La rivière du Petit Pré se déverse sur la rive nord-ouest du fleuve Saint-Laurent, dans la zone désignée La Longue Pointe, face à la Pointe Saint-Pierre de l'Île d'Orléans. Cette embouchure est située entre le hameau Valin (situé du côté nord) et le hameau Petit-Pré (situé du côté sud). Cette confluence est située à 2,6 km au nord du centre du village de L'Ange-Gardien, à 0,9 km de la rive nord-ouest de l'Île d'Orléans et à 7,8 km au nord du pont reliant l'Île d'Orléans à L'Ange-Gardien. Le segment de 0,8 km de la partie inférieure, jusqu'à son embouchure constitue la limite des municipalités de L'Ange-Gardien et de Château-Richer.

## Toponymie
Ce toponyme a une origine descriptive, car des prairies naturelles fournissant le foin de grève ont généralement incité à la formation des premiers peuplements sur la Côte-de-Beaupré. Au début du XXe siècle, grâce à l'arrivée du chemin de fer, l'agglomération formée autour de la gare ferroviaire aujourd'hui disparue a caractérisé l'établissement de l'actuel hameau.
Ce cours d'eau, identifiée dès 1652 comme rivière du Petit-Pré, a également été désignée autrement. Au XVIIe siècle, ce cours d'eau fut désigné Lothainville, parfois orthographié Lotinville ; cette désignation évoque qu'en 1652 ce cours d'eau traversait une étendue de terre en arrière-fief sous le nom de Lotinville ou Lothainville, en mémoire d'Isabelle Lotin, mère du gouverneur de Lauson. Au XXe siècle, une partie de la population locale a également désigné ce cours d'eau : rivière du Moulin et de Rivière à Richard.
Le toponyme Rivière du Petit Pré a été officialisé le 5 décembre 1968 à la Banque des noms de lieux de la Commission de toponymie du Québec.